# 7788 Tsukuba
7788 Tsukuba è un asteroide della fascia principale. Scoperto nel 1994, presenta un'orbita caratterizzata da un semiasse maggiore pari a 3,0053523 UA e da un'eccentricità di 0,1183335, inclinata di 7,92210° rispetto all'eclittica.
È dedicata alla omonima città giapponese, dove lo scopritore si è laureato.